# Debiteuren Crediteuren
Debiteuren Crediteuren is een creatie van Jiskefet. Het is een persiflage op het kantoorleven. Jos, Edgar, hun collega Storm en de secretaresse Juffrouw Jannie werken op de financiële administratie en komen de dag door met flauwe kantoorhumor. De afleveringen werden uitgezonden in twee seizoenen tussen 1995 en 1998. De afleveringen duurden doorgaans 15 à 20 minuten.

## Opbouw
De afleveringen volgen altijd hetzelfde stramien. Edgar komt altijd als eerste het kantoor binnen met zijn krant. Direct daarna komt Jos het kantoor binnen en begint direct een mop aan Edgar te vertellen alsof hij die zelf in werkelijkheid heeft meegemaakt (Ik stond daarnet op de tramhalte...). De moppen die hij vertelt zijn meestal erg plat en Edgar kan er hard om lachen, al is het soms maar de vraag in hoeverre hij de grappen echt begrijpt. Daarna kijken ze allebei wat hun vrouwen in hun broodtrommel gestoken hebben. Jos geeft vaak kritiek op de dingen die hij niet lust, meestal vruchten, en gooit die vervolgens in de prullenbak terwijl hij lachend "toedeledoki" zegt. Hierna komt Juffrouw Jannie binnen met de koffie en vertelt wat haar weer dwars zit. Dit nemen Jos en Edgar zelden serieus en ze lachen er dan ook vaak om. Daarna begint Edgar een anekdote te vertellen over dingen die amper noemenswaardig zijn en die niemand echt begrijpt, waardoor er pijnlijke stiltes ontstaan. Soms raakt Edgar zelfs de draad van zijn eigen verhaal kwijt. Vervolgens komt Storm binnen en reageert hij hierop, onderstreept met sterke verhalen en anekdotes uit zijn tijd bij de commando's. De heren en Juffrouw Jannie, die allen met zachte g spreken, groeten elkaar steevast met de inmiddels bekende groeten goeiesmorgens (Edgar en Juffrouw Jannie), goedemorgen deze morgen (Jos) en goedemorgen heren van het goede leven (Storm). Andere vaste catchphrases zijn onder andere Sjesis! (Edgar) en uit stilstand (Storm). In vele afleveringen maken Jos en Edgar flauwe woordgrappen met de naam "Storm" (bv. Dat zijn mooie beelden, Storm!). Laatstgenoemde kan dit niet altijd waarderen. In de meeste afleveringen is het zo dat de situatie naar het einde toe langzamerhand ontspoort.

## Populariteit
Debiteuren Crediteuren werd evenals De Lullo's erg populair bij de bevolkingsgroep die bespot werd, tot aan het punt waarbij hele stukken van sketches die de avond ervoor te zien waren geweest, werden 'nagespeeld' op kantoorvloeren. Toen dit gebeurde hebben de auteurs een "schokkende" scène ingevoegd waarin Sinterklaas (gespeeld door Hans Teeuwen) gepijpt wordt door Edgar.

## Afleveringen

### Seizoen 1
- Afl. 1: Ruimtetaxi
- Afl. 2: Vakantieplannen
- Afl. 3: Uit, goed voor u!
- Afl. 4: Griep
- Afl. 5: Glaasje op
- Afl. 6: Eén April
- Afl. 7: Spass machen
- Afl. 8: Flap
- Afl. 9: Nieuwe haakjes
- Afl. 10: Stiften
- Afl. 11: Op de camping (deel 1)

### Seizoen 2
- Afl. 1: Slecht geslapen
- Afl. 2: Een schitterend ongeluk
- Afl. 3: Dat mag dus niet
- Afl. 4: Het staat in de sterren
- Afl. 5: Raveneiland
- Afl. 6: Heerlijk avondje
- Afl. 7: Rampenplan
- Afl. 8: Feest
- Afl. 9: Op de camping (deel 2)

### Extra
- Bloopers (seizoen 1)
- Bloopers (seizoen 2)
- Winterwonderland

## Personages en catchphrases
- Jos (Herman Koch)
  - Ik stond daarnet op de tramhalte
  - Toedeledoki
  - Goedemorgen deze morgen
- Storm (Michiel Romeyn)
  - Bij ons bij de commando's
  - Uit stilstand
  - Dat is in een laboratorium onderzocht
  - Goedemorgen heren van het goede leven
- Edgar (Kees Prins)
  - Sjesis!
  - Goeie 's morgens
  - Wat heb jij d'r op?
- Juffrouw Jannie (Annet Malherbe)
  - Goeie 's morgens heren